# Bowling Saturne
Pour plus de détails, voir Fiche technique et Distribution.
Bowling Saturne est un thriller dramatique franco-belge réalisé par Patricia Mazuy et sorti en 2022.

## Synopsis
À la suite du décès de son père, Guillaume, qui est commissaire de police, hérite du bowling familial. Il décide de l'offrir en gérance à son demi-frère répudié Armand. Cependant, Armand développe un comportement pulsionnel qui empêche Guillaume de se consacrer à l'enquête sur une série de meurtres qui touche des jeunes femmes dans la ville. Les deux hommes vont devoir affronter un mal les plongeant dans un gouffre de violence dont le bowling en est l'intrigue.

## Fiche technique
Sauf indication contraire, les informations mentionnées dans cette section peuvent être confirmées par la base de données cinématographiques IMDb,  présente dans la section « Liens externes ».
- Titre original : Bowling Saturne
- Réalisation : Patricia Mazuy
- Scénario : Yves Thomas et Patricia Mazuy
- Musique : Wyatt E.
- Photographie : Simon Beaufils
- Montage : Mathilde Muyard
- Décors : Dorian Maloine
- Costumes : Khadija Zeggaï
- Production : Patrick Sobelman avec Luc et Jean-Pierre Dardenne et Delphine Tomson
- Sociétés de production : Ex Nihilo et Les Films du Fleuve
- Société de distribution : Paname Distribution
- Pays de production : France et Belgique
- Langue originale : français
- Format : couleur — 2,35:1
- Genre : thriller, drame
- Durée : 114 minutes
- Dates de sortie :
  - Suisse : 5 août 2022 (Festival de Locarno)
  - France : 26 octobre 2022
- Classification :
  - France : interdit aux moins de 16 ans lors de sa sortie en salles

## Distribution
Sauf indication contraire, les informations mentionnées dans cette section peuvent être confirmées par la base de données cinématographiques Allociné,  présente dans la section « Liens externes ».
- Arieh Worthalter : Guillaume
- Achille Reggiani : Armand
- Y-Lan Lucas : Xuan
- Leïla Muse : Gloria
- Frédéric van den Driessche : Jean-Paul
- Olivier Faliez : Fabrice
- Emmanuel Matte : commissaire
- Elisa Hartel : Lorraine
- Frédérique Renda : Claire
- Vinciane Millereau : la mère d'Émilie
- Anne-Lise Heimburger : la fille qui trouve Armand dans sa voiture
- Lou Gala : une jeune fille au bowling

## Production

### Tournage
Le tournage commence au début de l'année 2021 dans le pays d'Auge (Deauville), à Lisieux et à Caen (Normandie).

## Sortie et accueil
Le film est présenté au festival de Locarno en août 2022.

### Accueil critique
En France, le site Allociné propose une moyenne de 3,8⁄5 à partir de l'interprétation de 18 critiques de presse recensées.
Le Monde en fait une critique favorable.
En 2022, le film a été classé en sixième position du top 10 des Cahiers du cinéma.

### Box-office
Pour son premier jour d'exploitation en France, Bowling Saturne réalise 1 356 entrées, dont 451 en avant-première, pour 47 copies. Ce chiffre permet au film de se classer sixième du box-office des nouveautés derrière le documentaire Mon pays imaginaire (1 712) et devant Straight Up (264).